# Список сиракузьких тиранів
Список сиракузьких тиранів — список правителів Сиракуз, найпотужнішого полісу Великої Греції на острові Сицилія, заснованого вихідцями з Коринфу. Впродовж більшої частини своєї історії як незалежного міста, влада в місті належала тиранам, і тільки короткі періоди демократії та олігархії. Більшість сиракузьких тиранів Піндар називав царями, втім Агафокл сам прийняв абсолютний басилевса.
також до цього списку включено тиранів Гели, оскільки Гелон завоював Сиракузи, а управління Гелою доручив своєму братові Гієрону, а половина жителів Гели була переселена Гелоном в Сиракузи, і Гела майже втратила своє самостійне значення, ставши частиною великих Сиракуз.

## Правителі Гели
- Клеандр (505 до н. е. — 498 до н. е.)
- Гіппократ (498 до н. е. — 491 до н. е.)

## Правителі Сиракуз
- Гелон (тиран Гели: 491 до н. е. — 478 до н. е., тиран Сиракуз: 485 до н. е. — 478 до н. е.)
- Гієрон I (тиран Гели: 485 до н. е. — 466 до н. е., тиран Сиракуз: 478 до н. е. — 466 до н. е.)
- Фрасибул (466 до н. е. — 465 до н. е.)
- демократія (465 до н. е. — 405 до н. е.)
- Діонісій Старший (405 до н. е. — 367 до н. е.)
- Діонісій Молодший (367 до н. е. — 357 до н. е.)
- Діон (357 до н. е. — 354 до н. е.)
- Калліпп (354 до н. е. — 352 до н. е.)
- Гіппарін (352 до н. е. — 351 до н. е.)
- Арат ( 353 / 352 до н. е. — 351 / 350 до н. е.)
- Нісей ( 351 / 350 до н. е. — 347 /346 до н. е.)
- Діонісій Молодший ( 347 / 346 до н. е. — 344 до н. е.)
- Тімолеонт (344 до н. е. — 337 до н. е.)
- олігархія (337 до н. е. — 317 до н. е.)
- Агафокл (317 до н. е. — 289 до н. е.)
- Гікет (289 до н. е. — 280 до н. е.)
- Фініон (280 до н. е.
- Сосістрат (280 до н. е. — 277 до н. е.)
- під владою Епіру (277 до н. е. — 275 до н. е.)
- Гієрон II (275 до н. е. — 215 до н. е.) та Гелон II (240 до н. е. — 216 до н. е.)
- Гієронім ( 215 до н. е. — 214 до н. е.)
- Адранодор (214 до н. е. (212 до н. е. ?)
- Гіппократ ( 214 / 213 до н. е. — 212 до н. е.) та Епікід ( 214 / 213 до н. е. — 212 до н. е.)